# Onikuma
Œuvres principales
- Ehon Hyakku monogatari (絵本百物語)

L'onikuma (鬼熊 ; « ours-oni », « ours-démon ») est un yōkai, créature du folklore japonais, originaire de la vallée de Kiso, dans la préfecture de Nagano. La nuit, il descend des montagnes pour voler du bétail dans les villages, qu’il emporte ensuite dans les hauteurs pour s’en nourrir. Il a été popularisé à l’échelle nationale grâce à l'ouvrage Ehon Hyaku Monogatari, une anthologie de récits surnaturels publiée en 1841.

## Description
Lorsqu’un ours, généralement un ours noir d’Asie, atteint un certain nombre d’années de vie, plutôt que de vieillir et mourir, il peut se transformer en onikuma. Cette forme, dont l’apparence reste relativement similaire à celle qu’il avait de son vivant, se caractérise par sa capacité à se tenir debout et à se déplacer plus aisément sur ses deux pattes arrière, à la manière d’un homme. Doté d’une force extraordinaire, il serait capable de déplacer des rochers de deux mètres de diamètre et de tuer des animaux plus petits d’un simple coup de patte. Il descendrait des montagnes pour capturer des chevaux et du bétail qu’il ramène pour se nourrir.
Dans la vallée de Kiso, certains grands rochers sont appelés « pierres d’onikuma » en raison de leur taille et de leur emplacement, qu'on attribue à ce yōkai. La tradition locale raconte que l’onikuma lance ces rochers depuis les montagnes pour se protéger des intrusions humaines.
Pour tuer un onikuma, la méthode consistait à bloquer l'entrée de sa tanière en utilisant un tronc d’arbre creusé, puis à enfoncer des perches dans le tronc pour désorienter la créature. Une fois l’onikuma forcé à sortir, il était abattu à l’aide de lances et de fusils. Pendant l'ère Kyōhō, plusieurs onikuma auraient été tués, et chaque peau déployée auraient couverts une surface de six tatamis (environ 10 m²).

## Autres mentions
Sur l’île de Hokkaidō, les ours bruns, plus gros et agressifs envers les humains, sont également appelés onikuma.

## Culture populaire
- Un onikuma apparaît dans l’épisode « The Monstering » de la série Monster High. Dans cette version, bien qu’il conserve sa capacité à lancer des rochers, il peut être maîtrisé en le chatouillant. Cet onikuma, nommé Kuma (doublé par Sekai Murashige), sème la panique à Monster High, mais Clawdeen Wolf, après sa première transformation en loup-garou, parvient à l’apaiser.

- Le court-métrage hybride Onikuma (2016), mêlant prises de vues réelles et animation en stop motion, réalisé par Alessia Cecchet, a été présenté en avant-première lors de la 34e édition du Festival du film de Turin en novembre 2016[5].

- Dans le manga To Your Eternity, un ours gigantesque nommé oniguma (オニグマ) apparaît comme antagoniste, puis comme soutien du héros de l’histoire. Son nom est traduit en français sous le terme d’Ursilath.
- Dans le scénario du passe d’extension Le masque Turquoise, du jeu vidéo Pokémon Écarlate et Violet, le joueur peut rencontrer une forme alternative du pokémon Ursaking, désigné sous le nom de Lune vermeille, caractérisé par sa posture bipède et sa proximité avec la lune rouge, caractéristique des oni.